# Sartell (Minnesota)
Sartell es una ciudad de Estados Unidos ubicada a  a orillas del río Misisipi, en el condado de Stearns en el estado de Minnesota. En el Censo de 2010 tenía una población de 15876 habitantes y una densidad poblacional de 610,05 personas por km².

## Geografía
Sartell se encuentra ubicada en las coordenadas 45°37′5″N 94°12′45″O / 45.61806, -94.21250. Según la Oficina del Censo de los Estados Unidos, Sartell tiene una superficie total de 26.02 km², de la cual 25.38 km² corresponden a tierra firme y (2.46%) 0.64 km² es agua.

## Demografía
Según el censo de 2010, había 15876 personas residiendo en Sartell. La densidad de población era de 610,05 hab./km². De los 15876 habitantes, Sartell estaba compuesto por el 95.49% blancos, el 0.87% eran afroamericanos, el 0.23% eran amerindios, el 1.54% eran asiáticos, el 0.03% eran isleños del Pacífico, el 0.47% eran de otras razas y el 1.37% pertenecían a dos o más razas. Del total de la población el 1.44% eran hispanos o latinos de cualquier raza.